# M3 (Wit-Rusland)
De M3 of Magistrale 3 is een hoofdweg in Wit-Rusland met een lengte van 253 kilometer. De weg loopt van Minsk via Lepel naar Vitebsk. Het eerste deel, tussen de ringweg van Minsk en Lahojsk is uitgebouwd tot expresweg.
M1 · 
M2 · 
M3 · 
M4 · 
M5 · 
M6 · 
M7 · 
M8 · 
M9 · 
M10 · 
M11 · 
M12 · 
M14